# Boophis schuboeae
Boophis schuboeae is een kikker uit de familie gouden kikkers (Mantellidae). De soort werd voor het eerst wetenschappelijk beschreven door Frank Glaw en Miguel Vences in 2002. De soort behoort tot het geslacht Boophis.

## Leefgebied
De kikker is endemisch in Madagaskar. De soort komt voor in de subtropische bossen van Madagaskar, zo ook in nationaal park Ranomafana en leeft op een hoogte van 900 tot 1000 meter boven zeeniveau.